# Werner Haase (Politiker)
Werner Haase (* 17. Oktober 1922 in Berlin; † 1. April 2002 ebenda) war ein deutscher Politiker (SPD).
Haase besuchte ein Volksschule und machte eine Lehre als Fleischer, später arbeitete er bei der Berliner Müllabfuhr als Müllträger.
Nach dem Zweiten Weltkrieg wurde Haase Vorsitzender des Hauptpersonalrats des Senats von Berlin. Bei der Berliner Wahl 1950 wurde er in die Bezirksverordnetenversammlung im Bezirk Schöneberg gewählt. Im Februar 1955 schied Konrad Dickhardt als Bezirksstadtrat aus dem Abgeordnetenhaus von Berlin aus, daher rückte Haase in das Parlament nach. Bei der folgenden Wahl 1958 wurde er erneut in das Parlament gewählt. Im Mai 1964 schied er aus, da er nun zum Bezirksstadtrat in Schöneberg gewählt wurde. Bis 1971 übte er dieses Amt aus.